# Turkonethes solifugus
Turkonethes solifugus är en kräftdjursart som beskrevs av Karl Wilhelm Verhoeff 1943B. Turkonethes solifugus ingår i släktet Turkonethes och familjen Trichoniscidae. Inga underarter finns listade i Catalogue of Life.